# 任良貴
任良貴（1517年—？），字汝爵，江西撫州府臨川縣人，民籍。明朝政治人物。

## 生平
九月二十九日生，行七，治《詩經》，由縣學增廣生中式嘉靖二十五年（1546年）丙午科江西鄉試第四十四名舉人，年三十四歲中式嘉靖二十九年庚戌科會試第二百七十九名，第三甲第一百一十八名進士。

## 家族
曾祖任啓邦；祖任希勝；父任錦膺；母饒氏。具慶下。兄良善；良仁；良義；良秉；良彝；良富，弟良壽；良能。